# 西深瀬村
西深瀬村（にしふかせむら）は、かつて岐阜県山県郡にあった村である。
現在の山県市西深瀬に該当する。

## 歴史
- 江戸時代末期、当村は美濃国山県郡であり、天領であった。
- 1889年（明治22年）7月1日 - 町村制により、西深瀬村が発足。
- 1897年（明治30年）4月1日 - 東深瀬村、高木村と合併し、富岡村が発足。同日西深瀬村は廃止。